# Lactista azteca
Lactista azteca är en insektsart som först beskrevs av Henri Saussure 1861.  Lactista azteca ingår i släktet Lactista och familjen gräshoppor. Inga underarter finns listade i Catalogue of Life.